# Oxydia mathani
Oxydia mathani là một loài bướm đêm trong họ Geometridae.